# Peraj
Peraj – wieś położona w północnej części Albanii w gminie Lekbibaj. Wieś znajduje się 107 kilometrów od stolicy państwa, Tirany.

## Demografia
Według spisu ludności z 1989 roku we wsi Peraj mieszkało 693 mieszkańców.